# Gouvernement Díaz Ordaz
Cet article présente la composition du gouvernement mexicain sous le Président Gustavo Díaz Ordaz, il est l'ensemble des secrétaires du gouvernement républicain du Mexique. Il est ici présenté dans l'ordre protocolaire. Actuellement les membres du gouvernement exécutif du Mexique ne prennent pas le titre de ministre mais celui de secrétaire.

## Liste des secrétaires
| - Secrétaire du Gouvernement du Mexique - (1964 - 1969) : Luis Echeverría Álvarez - (1969 - 1970) : Mario Moya Palencia - Secrétaire des Relations Extérieures du Mexique - (1964 - 1970) : Antonio Carrillo Flores - Secrétaire de la Défense Nationale du Mexique - (1964 - 1970) : Marcelino García Barragán - Secrétaire de la Marine du Mexique - (1964 - 1970) : Antonio Vázquez del Mercado - Secrétaire des Finances et du Crédit Public du Mexique - (1964 - 1970) : Antonio Ortiz Mena - (1970 - 1970) : Hugo B. Margáin - Secrétaire du Patrimoine National du Mexique - (1964 - 1966) : Alfonso Corona del Rosal - (1966 - 1970) : Manuel Franco López - Secrétaire de l'Industrie et du Commerce du Mexique - (1964 - 1970) : Octaviano Campos Salas - Secrétaire de l'Agriculture et du Bétail du Mexique - (1964 - 1970) : Juan Gil Preciado - (1970 - 1970) : Manuel Bernardo Aguirre - Secrétaire des Ressources Hydrauliques du Mexique - (1964 - 1970) : José Hernández Terán - Secrétaire des Communications et des Transports du Mexique - (1964 - 1970) : José Antonio Padilla Segura | - Secrétaire des Œuvres Publiques du Mexique - (1964 - 1970) : Gilberto Valenzuela - Secrétaire de l'Éducation Publique du Mexique - (1964 - 1970) : Agustín Yáñez - Secrétaire de la Salubrité et de l'Assistance du Mexique - (1964 - 1968) : Rafael Moreno Valle - (1968 - 1970) : Salvador Aceves Parra - Secrétaire du Travail et de la Prévision Sociale du Mexique - (1964 - 1970) : Salomón González Blanco - Procureur général de la République du Mexique - (1964 - 1967) : Antonio Rocha Cordero - (1967 - 1970) : Julio Sánchez Barba - Secrétaire de la Présidence du Mexique - (1964 - 1970) : Emilio Martínez Manatou - Département du District Fédéral du Mexique - (1964 - 1966) : Ernesto P. Uruchurtu - (1966 - 1970) : Alfonso Corona del Rosal |

### Lien  externe
- (es) Site officiel de la Présidence du Mexique